# Serge Vinçon
Serge Vinçon (Bourges, 17 de junio de 1949 – París, 16 de diciembre de 2007), fue un político francés, miembro del partido Unión por un Movimiento Popular. 

## Carrera
Vinçon fue profesor universitario antes que político. Fue elegido senador de Cher el 24 de septiembre de 1989 y reelegido el 27 de septiembre de 1998. Durante este periodo, también fue diputado suplente por Francia en el Parlamento Europeo, de 1993 a 1998. Fue presidente de la Comisión de Defensa y Asuntos Exteriores desde 2004 hasta su fallecimiento. y también ocupó el cargo de alcalde de Saint-Amand-Montrond desde 1983 hasta su fallecimiento. Su cargo más destacado fue el de vicepresidente del Senado entre 2001 y 2004.
Vinçon murió de un tumor cerebral el 16 de diciembre de 2007 en el hospital de Val de Grâce en París. Nicolas Sarkozy le rindió homenaje en un comunicado, refiriéndose a un "hombre de letras" y "un brillante observador de los acontecimientos geopolíticos de nuestro tiempo" que "será recordado como un senador que encarna todas las cualidades de diálogo y compromiso que la Cámara requiere."